# Río Adalin
El río Adalin (en rumano: Râul Adalin) es un corto río de Rumania, un afluente del río Dragu. Pertenece a la cuenca del río Danubio.

## Localidades que atraviesa
Las principales localidades por las que atraviesa el río son las siguientes:
- Adalin
- Dragu